# أنطونيو جوميز أغيري
أنطونيو جوميز أغيري (بالبرتغالية: Antônio Gomes Aguirre‏) هو سياسي برازيلي، ولد في 1859، كان الحاكم الخامس لولاية إسبيريتو سانتو البرازيلية من تاريخ 11 مارس حتى 7 جون 1891.